# 7PK
7PK is een Belgisch bier van hoge gisting.
Het bier wordt sinds 2013 gebrouwen door Brouwerij Anders!. Het ontstaan van het bier is een gevolg van een ondersteuningsproject van Vzw De Winning Maatwerk, voor het behoud van het trekpaardenras en haar ambacht. Op het etiket is duidelijk het trekpaard te zien. PK staat voor PaardenKracht, de 7 staat voor het alcoholpercentage.

## Onderscheidingen
- 2015 Een bronzen medaille op de Brussels Beer Challenge in de categorie "Pale&Amber Ale: Abbey / Trappist Style Blond."[2]